# La Bourg
Pour les articles homonymes, voir Burg.
La Bourg (Burg im Leimental en allemand) est une commune suisse du canton de Bâle-Campagne, située dans le district de Laufon.

## Géographie
La Bourg se trouve sur une colline, dans la vallée du Leimental, à la frontière française. Tout autour du village, en hauteur, on trouve les ruines des châteaux forts de Schönenberg (construit en 1230 et détruit en 1356) et d'Alt-Biederthal, (construit en 1168 et abandonné au XIIIe siècle). Plus à l'est se trouve le château de La Bourg, construit en 1250, transformé après 1600 et toujours occupé de nos jours.

## Histoire
En 1168, la commune fait partie de la seigneurie de Biederthal, donnée aux Habsbourg par l'empereur Frédéric Barberousse divisée en deux parties. Cette seigneurie est divisée en 1269 lorsqu'elle est vendue en grande partie à l'évêché de Bâle, la seule partie restant aux mains des Habsbourg, groupée autour du château d'Alt-Biederthal, formant aujourd'hui la commune française de Biederthal. 
La commune est tenue en fief par les seigneurs de Wessenberg (dont le blason sera adopté comme drapeau communal en 1946) jusqu'en 1793 où elle passe en mains françaises jusqu'en 1815 où elle devient bernoise jusqu'à son rattachement au demi-canton de Bâle-Campagne en 1994.
De nos jours, la commune est principalement résidentielle. En 1990 seuls 29 % de ses habitants actifs travaillent sur le territoire de la commune. 
Le Restaurant Ackermann doit son nom à celui d'une famille bourgeoise du lieu.

## Population

### Surnom
Les habitants de la commune sont surnommés les Tourteaux (die Kuchen en allemand).

### Démographie
La commune compte 187 habitants en 1722, 255 en 1831, 248 en 1850, 163 en 1900, 215 en 1950 et 229 en 2000.

## Personnalités liées à la commune
- Albert Hofmann, chimiste, inventeur du LSD, y a vécu et y est mort le 29 avril 2008.
- Hugo Jaeggi (1936-2018), photographe, y est décédé.

## Sources
- (de) Cet article est partiellement ou en totalité issu de l’article de Wikipédia en allemand intitulé « Burg im Leimental » (voir la liste des auteurs).
- Daniel Hagmann, « Burg im Leimental » dans le Dictionnaire historique de la Suisse en ligne, version du 11 février 2005.